# 烟纹棘茄鱼
煙紋棘茄魚（学名：Halieutaea fumosa），又名雲紋棘茄魚、棘茄魚，为輻鰭魚綱棘茄魚亞目棘茄魚科棘茄魚屬下的一个种，為底棲性魚類，分布於印度西太平洋區，包括南非、孟加拉灣、越南、馬來西亞、日本、臺灣、澳洲、新喀里多尼亞等海域，體長可達14公分，棲息在大陸坡，生活習性不明。